# Desiderius Jozef Theodorus Johannes Osse
Desiderius Jozef Theodorus Johannes Osse (Raalte, 25 juli 1926 – Eindhoven, 1 mei 1977) was een Nederlands politicus van de KVP.
Hij is afgestudeerd in de rechten en was als hoofdcommies werkzaam bij de gemeentesecretarie van Gendt voor hij in oktober 1963 burgemeester van de gemeente  Alphen en Riel werd. In november 1971 volgde zijn benoeming tot burgemeester van Waalre. Tijdens dat burgemeesterschap overleed hij in 1977 op 50-jarige leeftijd.